# 한국식품조리과학회
한국식품조리과학회는 학술지 및 관련출판물의 발간, 학술발표회, 연수회 등 개최, 우리농산물을 이용한 식품개발 및 산업육성, 전통식품의 조리과학화를 통한 품질향상을 목적으로 2003년 12월 18일 설립된 대한민국 농림축산식품부 소관의 사단법인이다. 사무실은 서울특별시 강남구 테헤란로25길 20, 412호 (역삼동, 현대역삼벤처텔)에 있다.

## 주요 사업
- 학술지 및 관련 출판물의 발간, 학술발표회․강연․연수회 개최
- 우리농산물 이용 식품개발 및 산업육성
- 전통식품의 조리과학화를 통한 품질 향상
- 학계와 산업체간 협력과 유대
- 학술연구의 장려와 표창
- 국내외 관련학회와의 정보교환과 협력 등